# Zoquillos
Zoquillos fue un grupo de música de punk-rock formado en Madrid (España). Se les considera de entre los pioneros del punk en España y fueron un grupo importante dentro del movimiento denominado la «Movida madrileña».
A pesar de que estuvieron diez años en activo solo consiguieron grabar un único sencillo en 1983, Zoquillos, cuya canción «Nancy» fue un éxito a principios de los años ochenta.

## Historia
Zoquillos se formaron en los primeros años de la década de 1980, cuando Antonio (batería) les propuso a Jesús (guitarra) y Ernesto (bajo formar un grupo de rock. Para el puesto de cantante, se lo propusieron a un conocido de Antonio del barrio de Arturo Soria: Pablo. El nombre de Zoquillos lo sacaron de una tienda que encontraron llamada «Zoquillo Cosas». Las influencias por las que se movieron en sus inicios fueron sus admirados Ramones y otros grupos como Willy DeVille, Johnny Thunders o The Doors.
Durante su andadura estuvieron ligados al movimiento artístico de la «Movida madrileña», relacionándose con otros grupos como Los Escaparates, Los Negativos (no confundir con Los Negativos de Barcelona), Radio Futura, Parálisis Permanente, Nacha Pop, Los Coyotes o Espasmódicos:

«La experiencia [de La Movida] fue muy positiva, creo, para los cuatro componentes de la banda, particularmente a mí me entusiasmaba tocar en directo y de hecho a mis compañeros también. La relación de grupo, como amigos y compañeros, en un principio, fue muy instructiva e interesante, en cuanto a la "movida" madrileña, (aparte de que odio denominarla así).»
Jesús de la Vega

El grupo se las arregló para tocar de manera más o menos habitual en la Sala Carolina, entre las actuaciones de los grupos programados. Tocaban las tres canciones que tenían compuestas: <<Vente a mi Chalet>> << Surfin'Bird>> y <<Lest' dance>> seguidas y de un tirón, solo las separaba un estridente y brutal solo de batería, además de versiones de Ramones, The Doors o The Velvet Underground. Así pudieron hacerse un hueco en el circuito de salas habituales de la época.
Zoquillos sólo tocaron en Madrid, donde fueron ganando fama. Esto les permitió aparecer varias veces en TVE, en los programas Pista libre, en Caja de ritmos de Carlos Tena o en La edad de oro de Paloma Chamorro. La única vez que tocaron fuera de la capital fue el 27 de septiembre de 1981, gracias a una invitación de Último Resorte. Los catalanes organizaron un concierto en el Ateneo de San Baudilio de Llobregat en el que también actuaron Ruido Molesto y Disturbio (ambos del Prat), y que terminó con una pelea:

«Útimo Resorte eran superpunkis y nosotros no nos considerábamos punks, sino más bien punkrockers. Fue un concierto de punk, ya que volaron todo tipo de artilugios de cristal alrededor de los componentes de todos los grupos que allí actuábamos. Por suerte nos tocó salir en primer lugar y sólo nos tiraron un vaso a escena, cosa que más tarde cambio por completo, finalizando en una batalla campal la cual no quise ni ver, permaneciendo en el camerino hasta que se calmaron los ánimos, es decir hasta el final, pero de nuestra actuación en particular recuerdo que fue unos de los conciertos más salvajes y duros que dimos y tengo un muy grato recuerdo de él.»
Jesús de la Vega

A finales de 1982 entraron por primera (y última) vez en los estudios Doublewtronics, para registrar el que se convirtió en su única referencia, el sencillo Zoquillos, que fue editado ese mismo año por la discográfica Spansuls. El vinilo estaba compuesto de tres canciones, dos propias («Atrapado en la telaraña» y «Ella sabe (lo que tiene que hacer)») y una versión de Alan Vega: «Kung-Fu Cowboy».
También grabaron otros temas, que no fueron editados. En Kirios grabaron la música del vídeo de Pista Libre, y en los estudios Track los vídeos de Caja de ritmos: «Estoy esperándote» e «Il Dolce far Niente».
El grupo se terminó disolviendo por problemas personales entre los diferentes miembros de la banda y por problemas con las drogas de algunos de sus componentes.

## Miembros
- Pablo Sela - Voz
- Jesús de la Vega - Guitarra
- Ernesto Montesinos - Bajo
- Antonio Lorenzo - Batería

## Discografía

### EP
- Zoquillos (Spansuls, 1983).

### Vídeos
- «Nancy» (1983)